# 文化庁
文化庁（ぶんかちょう、英: Agency for Cultural Affairs、略称: ACA）は、日本の行政機関のひとつ。所在地は京都府京都市上京区。文化に関する施策の推進、国際文化交流の振興、博物館による社会教育の振興、宗教に関する行政事務を所管する文部科学省の外局である。

## 概要
文部科学省設置法に示された任務を達成するため、芸術創作活動の振興、文化財の保護、著作権等の保護、国語の改善・普及、国際文化交流の振興、宗教に関する事務などを所掌する。文化庁長官を長とし、内部部局として9課および参事官を置くほか、審議会として文化審議会および宗教法人審議会を、特別の機関として日本芸術院を置く。
定期刊行の広報誌として『月刊文化財』を発行している。発行主体は第一法規株式会社であり、文化庁は監修に携わっている。かつて出版されていた『文化庁月報』はWeb刊行に移った後、『ぶんかる』にリニューアルされた。また、宗務行政については宗務課から『宗務時報』が、国内宗教の調査報告として『宗教年鑑』が発行されている。
庁舎は京都府庁4号館（本館）・3号館（新行政棟）及び中央合同庁舎第7号館旧文部省庁舎にある。京都府へは2023年3月27日から移転した。2004年1月から2008年1月にかけては、中央合同庁舎第7号館建設整備事業のため、千代田区丸の内の旧三菱重工ビルに仮移転していた。2018年9月までの庁舎表札の「文化庁」の文字は、書道家の成瀬映山が揮毫したものである。

## 歴史
かつて、出版・著作権行政の所管官庁は内務省警保局であった。その編成は書記室、警務課、保安課（庶務係・文書係・右翼係・労働農民係・左翼係・内鮮係・外事係）、図書課（庶務係・著作権出版権登録係・検閲係・企画係・納本係・保安係・調査室）となっており、出版・著作権行政が検閲行政と一体に処理されていた。
太平洋戦争での日本の敗戦により、連合国による占領統治が始まると、1945年10月4日に、連合国軍最高司令官総司令部 (GHQ) は人権指令を発令し、特別高等警察と共に出版警察も廃止されることになった。早くも1945年10月13日には、内務省警保局検閲課が廃止され、出版に関する事務は、行政警察課に移管された。1947年5月10日の内務省官制及び文部省官制の一部改正（政令第39号）により、内務省官制第1条に規定する同省の権限から「出版、著作権に関する事務」を削り、同権限を文部省に移管することが決定した。これにより内務省警保局公安第二課（旧検閲課）は、業務から検閲が取り除かれて、文部省社会教育局文化課（後の著作権課）として再出発することになった。
1966年5月1日、文部省の調査局が廃止され、旧調査局の国語課、宗務課、国際文化課と社会教育局の芸術課、著作権課を統合して、文部省の内部部局として文化局が設置された。
1968年6月、当時の文部省の内部部局であった文化局と外局の文化財保護委員会を統合し、文部省外局として文化庁が発足した。2001年の中央省庁再編により、文部科学省の外局となるとともに、施設等機関であった国立博物館や国立美術館などを独立行政法人として分離した。
政府機関においては、高度経済成長期より東京一極集中の是正の対案に地方移転が挙げられていたが、文化庁は2023年、地方創生政策に基づき京都への移転を行った。中央省庁としては明治以来初めての地方移転となった。

## 沿革

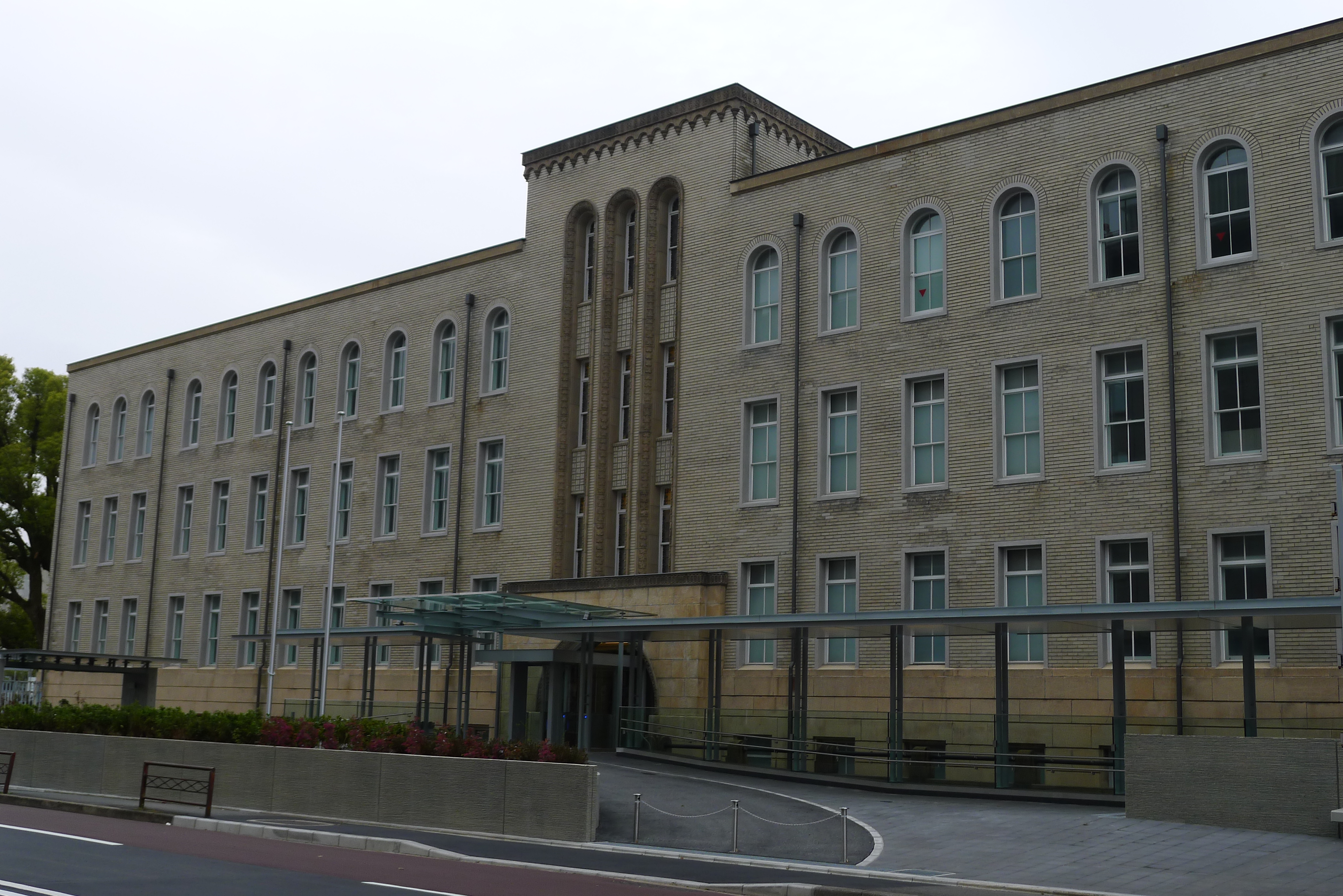
本館（京都府庁4号館）
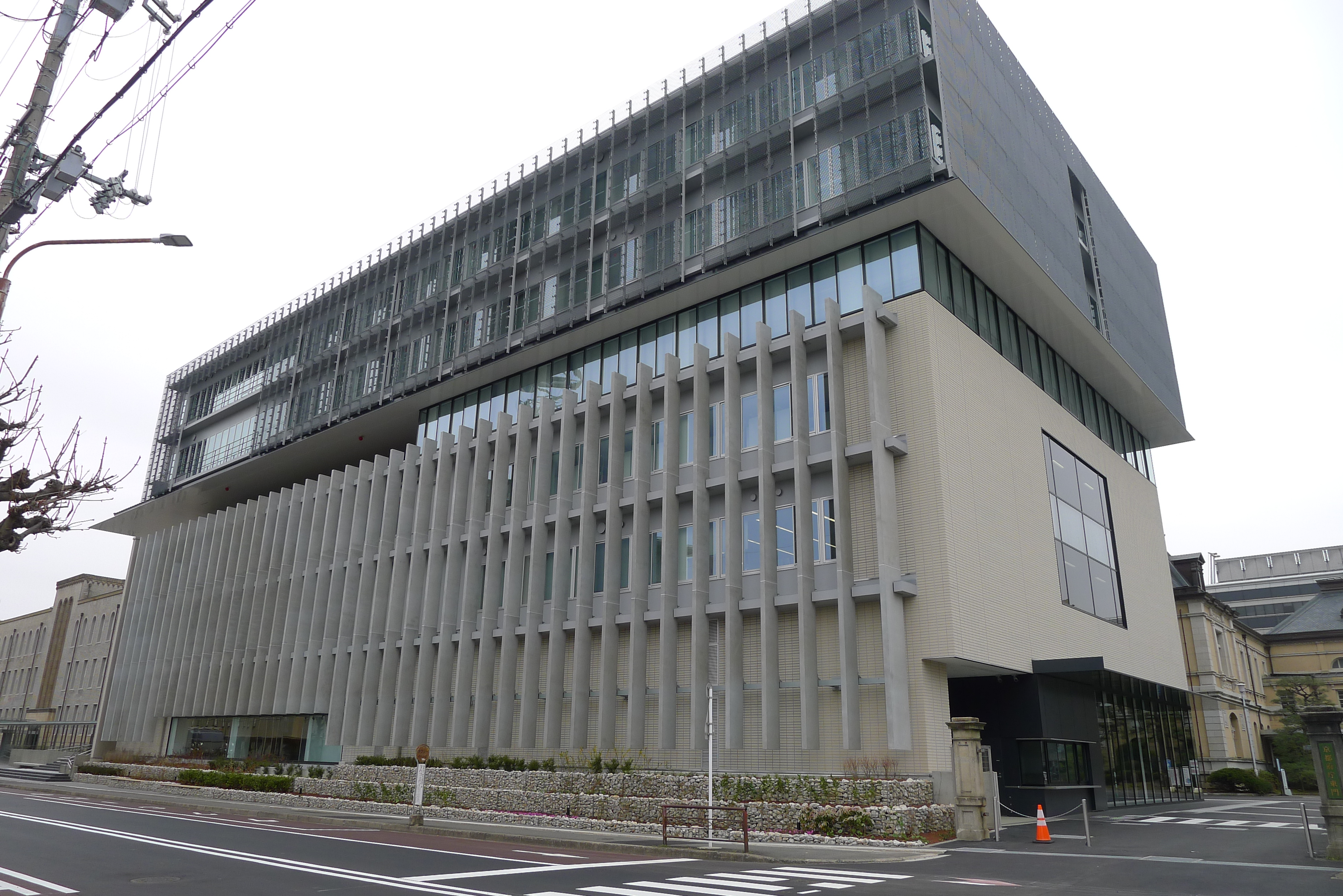
新行政棟（京都府庁3号館）
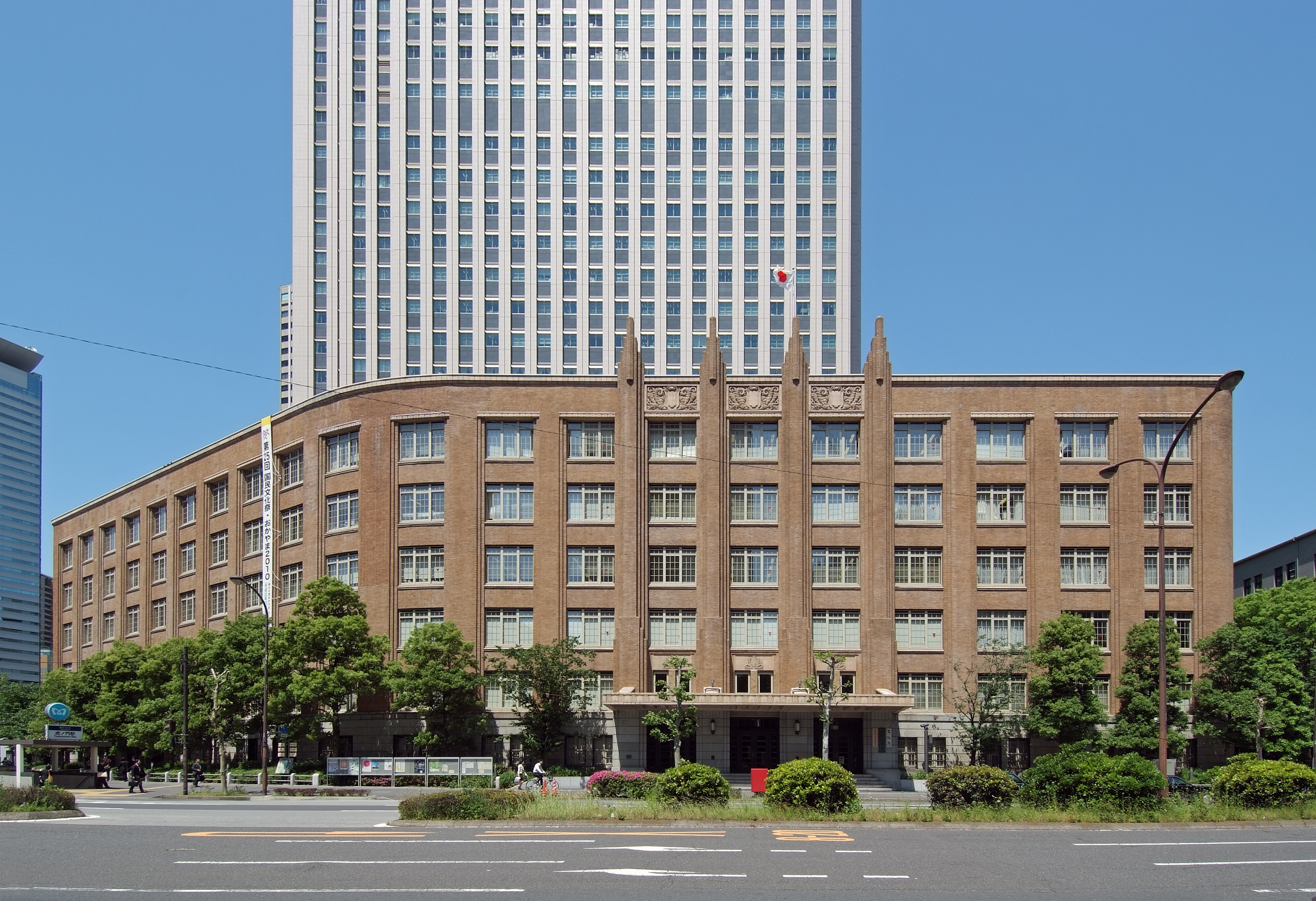
東京庁舎である中央合同庁舎第7号館（旧文部省庁舎）
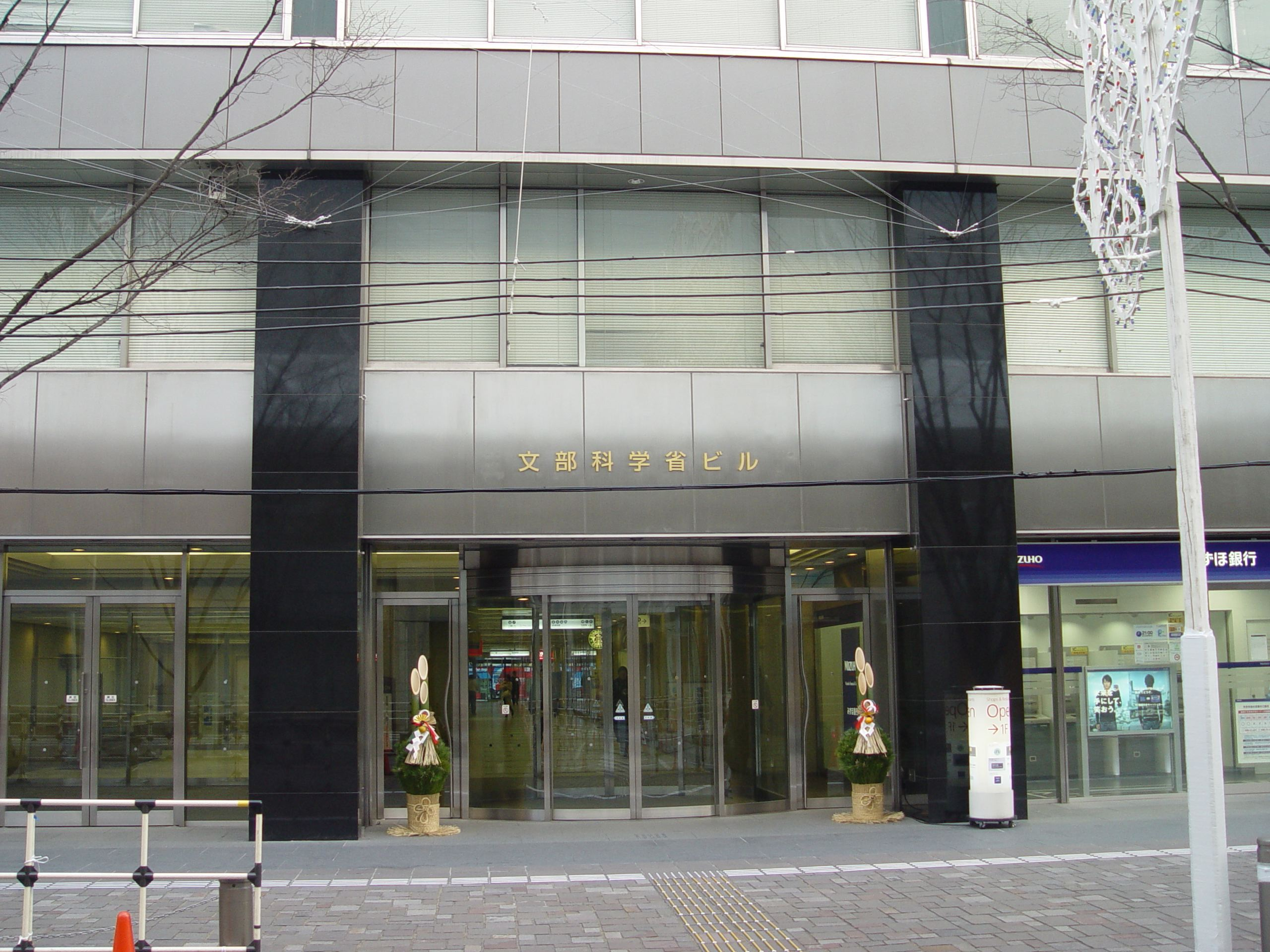
かつて文化庁が設置されていた文部科学省仮庁舎（2005年12月撮影）

- 1873年11月10日 - 内務省が設置される。
- 1874年1月 - 司法省から内務省に警保寮が移管される。
- 1875年6月28日 - 讒謗律と新聞紙条例を公布・施行。
- 1881年1月14日 - 警視庁の再設置に伴い、内務省の警視局を警保局に改編。
- 1893年4月14日 - 出版法を制定。
- 1909年5月6日 - 新聞紙法を制定。
- 1941年12月13日 - 新聞事業令を制定。
- 1945年10月6日 - 新聞事業令が廃止される。
  - 10月13日 - 内務省警保局検閲課（旧図書課）検閲係が廃止される。
- 1947年6月10日 - 内務省官制の一部改正（政令第39号）により、内務省警保局検閲課（旧図書課）は、文部省社会教育局文化課として再編される。
  - 7月30日 - 文部省社会教育局に著作権室が設置され、間もなく文部省管理局著作権課となる。その後、再び社会教育局に戻り、文部省社会教育局著作権課となる。
  - 12月31日 - 内務省が解体・廃止される。
- 1949年5月24日 - 出版法と新聞紙法が廃止される。
- 1950年8月29日 - 文化財保護法施行。文部省社会教育局の文化財保存課を廃止し、同省の外局として文化財保護委員会を設置。
- 1966年5月1日 - 文部省の内部部局として文化局を設置。
調査局が廃止され、旧調査局の国語課、宗務課、国際文化課と、社会教育局の芸術課、著作権課とを統合して設置した。調査局のその他の所掌事務は大臣官房（調査統計事務）と大学学術局（留学生事務）に移管した。
- 1968年6月15日 - 文化局と文化財保護委員会を統合し、文部省の外局として文化庁を設置。
佐藤栄作首相の強力な指示により、各省庁が一律に1局を削減する措置が断行され、その一環として実施された。他省庁が局の統廃合や部への格下げなどで対応する中、文部省が外局である「庁」を新設するということに対して、疑問視する意見も見られた。
- 1974年6月18日 - 文部省の内部部局として学術国際局が新設されたことにより、文化庁の国際文化課は同局に移管。
大学学術局と日本ユネスコ国内委員会事務局を再編して、大学局と学術国際局を新設。日本ユネスコ国内委員会の事務局機能は学術国際局に置かれたユネスコ国際部が引き継いだ。
- 1998年7月1日 - 著作権課を文化部から長官官房に移管し、長官官房審議官（著作権担当）を設置。
- 2001年1月6日 - 中央省庁再編により、文化庁は文部科学省の外局となる。
また、文化財の保護だけでなく活用にも目を向けた施策を推進するという趣旨で、文化財保護部を文化財部に改称。
  - 12月7日 - 文化芸術振興基本法が施行される。
- 2017年4月1日 - 京都移転の先行拠点として地域文化創生本部を京都市に設置。
  - 6月23日 - 文化芸術振興基本法が文化芸術基本法に改正される。
- 2018年10月1日 - 長官官房および部が廃止され、次長2名、政策課や企画調整課、文化経済・国際課など9課・2参事官に再編。
- 2020年4月1日 - 参事官（文化観光担当）・参事官（食文化担当）を設置。
- 2023年5月15日 - 京都庁舎へ長官、4課、1参事官が移転。2次長、5課、3参事官は東京庁舎に存置[注釈 1]。

## 所掌事務
文部科学省設置法第19条によれば、同法第4条に文部科学省の所掌として掲げられた全95号にわたる事務のうち、文化庁は合計27号の事務をつかさどる。具体的には以下に関することなどがある。
- 地方教育行政に関する制度の企画および立案ならびに地方教育行政の組織および一般的運営に関する指導、助言および勧告（第3号）
- 地方公務員である教育関係職員の任免、給与その他の身分取扱いに関する制度の企画および立案ならびにこれらの制度の運営に関する指導、助言および勧告（第5号）
- 私立学校教育の振興のための学校法人その他の私立学校の設置者、地方公共団体および関係団体に対する助成（第30号）
- 社会教育の振興に関する企画および立案ならびに援助および助言（第32号）（博物館に係るものに限る）
- 社会教育のための補助（第33号）（博物館に係るものに限る）
- 外国人に対する日本語教育（第36号）（外交政策に係るものを除く）
- 公立および私立の文教施設ならびに地方独立行政法人が設置する文教施設の整備に関する指導および助言（第38号）
- 公立の文教施設の整備のための補助（第39号）
- 文化に関する基本的な政策の企画および立案ならびに推進（第77号）
- 文化に関する関係行政機関の事務の調整（第78号）
- 文化の振興に関する企画および立案ならびに援助および助言（第79号）
- 文化の振興のための助成（第80号）
- 劇場、音楽堂、美術館その他の文化施設に関すること（第81号）
- 文化に関する展示会、講習会その他の催しを主催すること（第82号）
- 国語の改善およびその普及（第83号）
- 著作者の権利、出版権および著作隣接権の保護および利用（第84号）
- 文化財の保存および活用（第85号）
- アイヌ文化の振興（第86号）
- 興行入場券の適正な流通の確保に関する関係行政機関の事務の調整（第86号の2）
- 宗教法人の規則、規則の変更、合併および任意解散の認証ならびに宗教に関する情報資料の収集および宗教団体との連絡（第87号）
- 国際文化交流の振興（第88号）（外交政策、学術およびスポーツの振興に係るものを除く）
- ユネスコ活動の振興（第89号）(外交政策に係るものは除く)
- 地方公共団体の機関、大学、高等専門学校、研究機関その他の関係機関に対し、教育、学術、スポーツ、文化および宗教に係る専門的、技術的な指導および助言（第91号）
- 教育関係職員、研究者、社会教育に関する団体、社会教育指導者その他の関係者に対し、教育、学術、スポーツおよび文化に係る専門的、技術的な指導および助言（第92号）
- 所掌事務に係る国際協力（第93号）
- 政令で定める文教研修施設において所掌事務に関する研修（第94号）
- 前各号に掲げるもののほか、法律（法律に基づく命令を含む。）に基づき文部科学省に属させられた事務（第95号）

文化庁の事務の主要部分である文化芸術の振興については、「文化芸術の振興に関し、基本理念を定め、並びに国及び地方公共団体の責務を明らかにするとともに、文化芸術の振興に関する施策の基本となる事項」を定めた「文化芸術基本法（平成13年12月7日法律第148号）」が根本基準である。
オンライン上にメディア芸術データベースを運営している。

### 芸術祭・顕彰
文化芸術基本法は、「国が、文学、音楽、美術、写真、演劇、舞踊その他の芸術の振興を図るため、これらの芸術の公演、展示等への支援、これらの芸術の制作等に係る物品の保存への支援、これらの芸術に係る知識及び技能の継承への支援、芸術祭等の開催その他の必要な施策を講ずる」（第8条）。また、「映画、漫画、アニメーション及びコンピュータその他の電子機器等を利用した芸術（メディア芸術）の振興を図るため、メディア芸術の制作、上映、展示等への支援、メディア芸術の制作等に係る物品の保存への支援、メディア芸術に係る知識及び技能の継承への支援、芸術祭等の開催その他の必要な施策を講ずる」（第9条）をそれぞれ定めている。これらの規定を受けて、文化庁はその具体的な施策として、文化庁芸術祭、芸術選奨、国民文化祭、全国高等学校総合文化祭、文化庁メディア芸術祭、文化庁映画賞および文化庁映画週間といった芸術祭や顕彰を主催している。
文化庁芸術祭は、優れた芸術の鑑賞の機会を広く一般にするために開催される諸芸術の祭典である。1946年に文部省主催ではじまって以来、毎年秋に行われている。現在は文化庁文化部芸術文化課・文化庁芸術祭執行委員会が企画している。「主催公演」、「協賛公演」、「参加公演」および「参加作品」の4区分から成る。参加公演および参加作品は、参加を希望する公演・作品の中から執行委員会が芸術祭にふさわしい内容と認めたものである。参加公演は演劇、音楽、舞踊、大衆芸能の4部門、参加作品はテレビ・ドラマ、テレビ・ドキュメンタリー、ラジオ、レコードの4部門に分かれ、各部門における審査委員会の審査をもとに文部科学大臣賞が贈られる。
芸術選奨は各芸術分野において、前年に優れた業績をあげた者に文部科学大臣から贈られる賞である。芸術選奨文部科学大臣賞および芸術選奨新人賞の2種類がある。1951年に文化庁芸術祭から分離される形で「芸能選奨」として始まり、1956年、現在の名称に改められた。
文化庁メディア芸術祭は1997年から始まったメディア芸術作品の顕彰と鑑賞機会の提供を目的とした芸術祭である。アート部門、エンターテインメント部門、アニメーション部門、マンガ部門から成る。2007年度（第11回）からは国立新美術館で実施されているほか、2002年度からは地方展も開催されている。

### 国際文化交流
文化芸術基本法では、「国は、文化芸術に係る国際的な交流及び貢献の推進を図ることにより、我が国及び世界の文化芸術活動の発展を図るため、文化芸術活動を行う者の国際的な交流及び芸術祭その他の文化芸術に係る国際的な催しの開催又はこれへの参加、海外における我が国の文化芸術の現地の言語による展示、公開その他の普及への支援、海外の文化遺産の修復に関する協力、海外における著作権に関する制度の整備に関する協力、文化芸術に関する国際機関等の業務に従事する人材の養成及び派遣その他の必要な施策を講ずるものとする。」と規定する（第15条）。この国際文化交流の振興に関する事務は文部科学省設置法の規定により文化庁の管轄である。これらの規定により、文化庁国際文化フォーラムの開催や文化庁文化交流使制度の運用、国際交流年事業、国際芸術交流支援事業などが行われている。
明治以降の日本の優れた文学作品を英語、フランス語、ドイツ語などに翻訳し、それぞれの国で出版する「現代日本文学の翻訳・普及事業」（JLPP）を2002年に立ち上げた。2015年までに約180タイトルが翻訳出版されている。翻訳出版事業は2016年度末に終了し、現在は、現代日本文学の優れた翻訳家を発掘・育成することを目的とした翻訳コンクール、翻訳ワークショップ、シンポジウム、フォーラム等の事業が行われている。文化庁所掌の受託事業であり、2009年4月からは凸版印刷株式会社が受託し事務局を運営している。

### 国語施策
文化芸術基本法では、「国は、国語が文化芸術の基盤をなすことにかんがみ、国語について正しい理解を深めるため、国語教育の充実、国語に関する調査研究及び知識の普及その他の必要な施策を講ずるものとする。」と規定している。また文部科学省設置法では「国語の改善及びその普及」を文化庁の所掌としている（第81号）。これを受けて、文化庁は日本語の調査研究のために、国語問題研究協議会や国語施策懇談会を運営し、一般社団法人中央調査社に委託して「国語に関する世論調査」を実施・公表している。同調査は1995年から毎年行われ、マスメディアでも話題にされる。

### 日本語教育
文化芸術基本法では、「国は、外国人の我が国の文化芸術に関する理解に資するよう、外国人に対する日本語教育の充実を図るため、日本語教育に従事する者の養成及び研修体制の整備、日本語教育に関する教材の開発、日本語教育を行う機関における教育の水準の向上その他の必要な施策を講ずるものとする」と規定している（第19条）。また文部科学省設置法では「外国人に対する日本語教育に関すること（外交政策に係るものを除く。）」を文化庁の所掌としている（第36号）。

## 組織
文化庁の組織は基本的に、法律の文部科学省設置法、政令の文部科学省組織令および省令の文部科学省組織規則が階層的に規定している。
2018年9月以前は長官官房と文化部、文化財部の下に課を置く組織だった。改正前の特別な職（幹部）は長官（指定職6号俸）、次長1名（指定職3号俸）、部長2名（指定職2号俸）、審議官1名（指定職2号俸）、文化財鑑査官（指定職2号俸）であったが改正により長官（指定職6号俸）、次長2名（指定職3号俸）、審議官2名（指定職2号俸）、文化財鑑査官（指定職2号俸）となり全体の人数は変わらず、指定職2号俸の1名が指定職3号俸に変更された。

### 特別な職
- 文化庁長官（法律第17条）
- 次長（政令第92条）（2名）
- 審議官（政令第93条）（2名）
- 文化財鑑査官（政令第93条） - 文化財に関する専門的、技術的な重要事項に係るものを総括整理する。

### 内部部局
- 政策課（政令第95条） - 人事、会計、広報、政策調査などを管掌する。
  - 文化政策調査研究室
- 企画調整課（政令第96条） - 基本政策の企画立案、文化施設、独立行政法人などを管掌する。
- 文化経済・国際課（政令第97条） - 経済振興、税制、文化交流、国際協力などに関する事務をつかさどる。
  - 国際文化交流室
  - 芸術活動基盤強化室
- 国語課（政令第98条） - 国語の改善、外国人に対する日本語教育などに関する事務をつかさどる。
  - 地域日本語教育推進室
- 著作権課（政令第99条） - 著作者の権利、出版権・著作隣接権の保護・利用などに関する事務をつかさどる。
  - 国際著作権室
  - 著作物流通推進室
- 文化資源活用課（政令第100条） - 世界文化遺産、日本遺産などに関する事務をつかさどる。
  - 文化遺産国際協力室
- 文化財第一課（政令第101条） - 無形文化財などに関する事務をつかさどる。
- 文化財第二課（政令第102条） - 建造物、伝統的建造物群保存地区、埋蔵文化財などに関する事務をつかさどる。
- 宗務課（政令第103条） - 宗教法人の規則、宗教団体などに関する事務をつかさどる。
- 参事官（政令第104条、生活文化創造担当）
- 参事官（政令第104条、芸術文化担当） - 東京の芸術団体窓口、学校教育、人材育成などを担う。
- 参事官（政令第104条、生活文化連携担当）
- 参事官（政令第104条、文化拠点担当）

### 審議会等
- 文化審議会（法律第20条）
文化振興、国際文化交流の振興、国語の改善・普及、著作権等保護、文化財保護、文化功労者選考に関する諮問に応じて審議・答申する。
- 宗教法人審議会（宗教法人法第8章、法律第22条）
宗教法人制度などについて、諮問に応じて審議・答申する[12]。

### 特別の機関
- 日本芸術院（法律第23条）
芸術上の功績顕著な者を優遇顕彰する。

## 所管法人
文化庁が主務局となっている独立行政法人は国立美術館、国立文化財機構、日本芸術文化振興会、国立科学博物館の4法人である。各法人が運営する文教施設は下記の通り。
- 国立美術館 - 東京国立近代美術館、京都国立近代美術館、国立西洋美術館、国立国際美術館、国立新美術館
- 国立文化財機構 - 東京国立博物館、京都国立博物館、奈良国立博物館、九州国立博物館、東京文化財研究所、奈良文化財研究所
- 日本芸術文化振興会 - 国立劇場、国立演芸場、国立能楽堂、国立文楽劇場、新国立劇場、国立劇場おきなわ

## 財政
2024年度（令和6年度）一般会計当初予算における文化庁所管予算は1060億9823万7千円。文部科学省所管の一般会計予算（5兆3384億4021万2千円）の約1.99%を占める。海外と比べる場合には、国の関与のあり方や政策対象の範囲が異なることに注意が必要だが、国民1人あたりでは英・仏・独・韓より少なく、米国より多い。
科目別の内訳は文化庁共通費が38億6639万円、文化振興費が221億5397万4千円、文化財保存事業費が439億4135万2千円、文化財保存施設整備費5億6766万7千円、文化振興基盤整備費が27億9951万2千円、日本芸術院が5億1776万2千円、独立行政法人国立科学博物館運営費が28億5504万円、独立行政法人国立美術館運営費が80億4954万4千円、独立行政法人国立美術館施設整備費が1億円、独立行政法人国立文化財機構運営費が95億7760万5千円、独立行政法人日本芸術文化振興会運営費が116億6939万1千円となっている。

## 職員
一般職の在職者数は2023年7月1日現在、文化庁全体で293人（男性201人、女性92人）である。定員は省令の文部科学省定員規則により、289人。
給与に関しては一般職給与法が適用され、俸給表は行政職俸給表(一）、行政職俸給表(二）、研究職俸給表、専門スタッフ職俸給表又は指定職俸給表が適用される。
文化庁職員は一般職の国家公務員なので、労働基本権のうち争議権と団体協約締結権は国家公務員法により認められていない。団結権は認められており、職員は労働組合として国公法の規定する「職員団体」を結成し、若しくは結成せず、又はこれに加入し、若しくは加入しないことができる（国公法第108条の2第3項）。2023年3月31日現在、人事院に登録された職員団体は存在しない。

### 出身人物
宗務課出身
- 洗建 - 駒澤大学名誉教授
- 石井研士 - 國學院大學教授
- 竹村牧男 - 前東洋大学長
- 松田愼也 - 上越教育大学教授

文化財課出身
- 下間久美子 - 國學院大學教授

## 幹部
文化庁の幹部は以下のとおりである。
- 長官：都倉俊一
- 次長：森田正信
- 次長：合田哲雄
- 審議官：小林万里子
- 審議官：今泉柔剛
- 文化財鑑査官：山下信一郎

## 歴代の文化庁長官
- ※印：氏名の末尾に※印を付したのは文部官僚以外から文化庁長官に任用されたことを示す。

| 代 | 氏 名      | 氏 名 | 前職                                                                                                | 在任期間                     | 退任後の主要な役職 （※を付したものは就任前の経歴） |
| -- | ---------- | ----- | --------------------------------------------------------------------------------------------------- | ---------------------------- | --- |
| 1  | 今日出海   | ※     | 作家                                                                                                | 1968年6月15日- 1972年7月1日  | 国際交流基金理事長、国立劇場会長 |
| 2  | 安達健二   |       | 文化庁次長                                                                                          | 1972年7月1日- 1975年9月12日  | 東京国立近代美術館長 |
| 3  | 安嶋彌     |       | 文部省初等中等教育局長                                                                              | 1975年9月12日- 1977年9月20日 | 東宮大夫、日本工芸会会長 |
| 4  | 犬丸直     |       | 文部省管理局長                                                                                      | 1977年9月20日- 1980年6月6日  | 国立劇場理事長、東京国立近代美術館長、 日本芸術院長 |
| 5  | 佐野文一郎 |       | 文部省大学局長                                                                                      | 1980年6月6日- 1983年7月5日   | 文部事務次官、国立劇場理事長 東京国立博物館長、放送大学教育振興会会長                                                                                         |
| 6  | 鈴木勲     |       | 文部省初等中等教育局長                                                                              | 1983年7月5日- 1985年3月31日  | 国立教育研究所所長、日本育英会理事長 全国学校図書館協議会会長、日本弘道会会長                                                                                 |
| 7  | 三浦朱門   | ※     | 作家                                                                                                | 1985年4月1日- 1986年9月1日   | 日本文芸家協会理事長、 日本芸術文化振興会会長、日本芸術院長                                                                                                   |
| 8  | 大崎仁     |       | 文部省高等教育局長                                                                                  | 1986年9月1日- 1988年6月10日  | 東京国立近代美術館長、日本学術振興会 理事長、国立学校財務センター所長、 人間文化研究機構理事                                                                  |
| 9  | 植木浩     |       | 文部省学術国際局長                                                                                  | 1988年6月10日- 1990年7月1日  | 東京国立近代美術館長、 学習院女子大学名誉教授 |
| 10 | 川村恒明   |       | 文部省学術国際局長                                                                                  | 1990年7月1日- 1992年7月1日   | 国立科学博物館長、日本育英会理事長、 神奈川県立外語短期大学学長、 財団法人神奈川芸術文化財団理事長                                                            |
| 11 | 内田弘保   |       | 文部省生涯学習局長                                                                                  | 1992年7月1日- 1994年7月25日  | 奈良国立博物館長、日本育英会理事長 |
| 12 | 遠山敦子   |       | 文部省高等教育局長                                                                                  | 1994年7月25日- 1996年1月9日  | 駐トルコ共和国大使、国立西洋美術館長、 独立行政法人国立美術館理事長、 文部科学大臣、新国立劇場運営財団理事長、 電通監査役                                     |
| 13 | 吉田茂     |       | 国立教育研究所所長                                                                                  | 1996年1月9日- 1997年7月1日   | 日本音楽著作権協会理事長 |
| 14 | 林田英樹   |       | 文部省学術国際局長                                                                                  | 1997年7月1日- 2000年6月15日  | 国立科学博物館長、東宮侍従長、東宮大夫、 国立新美術館長（独立行政法人国立美術館）                                                                             |
| 15 | 佐々木正峰 |       | 文部省高等教育局長                                                                                  | 2000年6月15日- 2002年1月18日 | 独立行政法人国立科学博物館長 |
| 16 | 河合隼雄   | ※     | 心理学者                                                                                            | 2002年1月18日- 2006年11月1日 | （京都大学名誉教授） |
| 17 | 近藤信司   |       | 文部科学審議官                                                                                      | 2006年11月1日- 2007年4月1日  | 国立教育政策研究所所長、 独立行政法人国立科学博物館長 |
| 18 | 青木保     | ※     | 政策研究大学院大学教授、 法政大学特任教授、 早稲田大学アジア研究所客員教授、 ハーバード大学客員教授 | 2007年4月1日‐ 2009年7月14日  | 青山学院大学特任教授、国立新美術館長 |
| 19 | 玉井日出夫 |       | 文部科学審議官                                                                                      | 2009年7月14日- 2010年7月29日 | 学校法人北海学園特任教授、 2012年から玉川大学芸術学部教授 |
| 20 | 近藤誠一   | ※     | 駐デンマーク特命全権大使、 ユネスコ日本政府代表部特命全権大使                                       | 2010年7月30日- 2013年7月7日  | 東京藝術大学客員教授、 星槎大学共生科学部客員教授、 公益財団法人日本漢字能力検定協会理事、 東京都交響楽団理事長、他多数                                       |
| 21 | 青柳正規   | ※     | 美術史学者、国立西洋美術館長 独立行政法人国立美術館理事長                                           | 2013年7月8日- 2016年4月1日   | （東京大学名誉教授） |
| 22 | 宮田亮平   | ※     | 東京芸術大学学長                                                                                    | 2016年4月1日- 2021年3月31日  | （東京藝術大学名誉教授） 日展理事長、美術館連絡協議会会長、パチンコ・パチスロ社会貢献機構代表理事、パソナグループ取締役、長岡造形大学客員教授、国立工芸館顧問 |
| 23 | 都倉俊一   | ※     | 作曲家                                                                                              | 2021年4月1日-                | |

## 関連紛争や諸問題

### 諸問題
- 著作権
  - 1953年問題 - 日本の著作権法における非親告罪化
- 文化財
  - 朝鮮半島から流出した文化財の返還問題

### 統一教会の名称変更問題
- 安倍晋三銃撃事件から程なくして過熱報道化している自由民主党と世界平和統一家庭連合（旧統一教会）との関係性（旧統一教会問題）において、末松信介文科相は2022年7月29日の閣議後記者会見で、それまで文化庁が認証してこなかった旧統一教会の名称変更を2015年に突如認証したことについて、「申請内容が法令の要件を備えていることを確認して認証を行った。現時点で特定の政治家からの働きかけがあったものではないと聞いている」と述べた[18][19]。しかし、旧統一教会が初めて名称変更を申請してきた1997年当時の同庁宗務課長で2015年の名称変更当時の文部科学審議官であった前川喜平は、前例踏襲のお役所仕事の中での突然の方針転換をもって当時の下村博文文科相の働きかけないし政治的圧力を指摘している[20][注釈 2]。

### 不祥事
- 文化芸術振興費補助金の無返納問題

2013年10月、会計検査院は、文化庁と日本芸術文化振興会が映画制作などに助成する目的の補助金に関して、興業収入に応じて返納させる制度であるのに対し、助成した198全作品の中で1度も返納されなかった事実を指摘、改善を求めた。
- 提出資料水増し問題

2019年2月、文化庁は著作権法改正論議に際し、文化審議会著作権分科会で行われた議論のまとめを自民党に提出した際、「積極な意見」1人分を4人分に水増しさせ、「慎重な意見」を4人分割愛し、2人分は一部省略し、2人分は積極派に改竄するなど不適切に議論を誘導させたことが明治大学知的財産法政策研究所によって指摘された。

## 文化遺産オンライン
文化遺産オンラインは、国内の美術館・博物館等に収蔵される文化遺産のデータを指定・未指定を問わず広く収集し、インターネット上での総覧を可能にするポータルサイトである。
平成20年（2008年）3月に正式公開された。